# Verwaltungsgemeinschaft Großaitingen
Verwaltungsgemeinschaft Großaitingen – wspólnota administracyjna w Niemczech, w kraju związkowym Bawaria, w rejencji Szwabia, w regionie Augsburg, w powiecie Augsburg. Siedziba wspólnoty znajduje się w miejscowości Großaitingen. Powstała 1 maja 1978 w wyniku reformy administracyjnej.
Wspólnota administracyjna zrzesza trzy gminy:
- Großaitingen, 4871 mieszkańców, 39,09 km²
- Kleinaitingen, 1166 mieszkańców, 15,67 km²
- Oberottmarshausen, 1637 mieszkańców, 8,60 km²